# Gaia Petrone
Gaia Petrone (* in Macerata) ist eine italienische Opernsängerin (Mezzosopran).

## Leben
Petrone absolvierte ihr Gesangsstudium mit summa cum laude am Conservatorio di Santa Cecilia in Rom und debütierte als Apollonia in Haydns La canterina. Sie sang in der Folge Konzerte in Italien, den Niederlanden und im Wiener Musikverein, sowie die Bühnenrollen der Dorina in Gaetano Latillas La finta cameriera und der Lisetta in Haydns Il mondo della luna. Seit Ende 2012 gehört sie dem Jungen Ensemble des Theaters an der Wien an und singt sowohl kleinere Rollen im historischen Bau, als auch Hauptrollen in der Dependance Wiener Kammeroper. 
In der selten gespielten Rossini-Oper La cambiale di matrimonio verkörperte sie 2012 die Clarina, im Comte Ory 2013 – neben Pretty Yende bzw. Cecilia Bartoli – die Alice und in der vielgelobten Produktion der Semiramide (Leonardo Vinci) die Hosenrolle des Sibari. Einen großen persönlichen Erfolg konnte sie schließlich als La cenerentola kurz vor Weihnachten 2013 erringen. 2014 war sie Sesto in der gefeierten Produktion von Mozarts La clemenza di Tito in der Kammeroper.
2020 sang sie in Bergamo in der erstmals seit 200 Jahren wieder aufgeführten Oper von Gaetano Donizetti Le nozze in villa die Rolle der Sabina.